# Quatre Jours de Dunkerque 1971
La 17e édition des Quatre Jours de Dunkerque a eu lieu du 4 au 9 mai 1971. La course compte huit étapes, dont un prologue, deux demi-étapes constituées d'une étape raccourcie et d'un contre-la-montre individuel, et deux demi-étapes raccourcies, et porte sur un parcours de 926 kilomètres. Le prologue est un contre-la-montre individuel de 7,6 kilomètres disputé à Dunkerque et remporté par le Français Charly Grosskost qui prend la tête du classement général ; la première étape, Dunkerque - Cambrai en 197 kilomètres, l'est par le Belge Frans Verbeeck, le Français est toujours leadeur ; la deuxième étape, reliant en 190 kilomètres Cambrai à Saint-Quentin, l'est par le Belge Roger De Vlaeminck qui prend la tête du classement général ; la troisième étape secteur a, Saint-Quentin - Valenciennes en 150 kilomètres, l'est par son compatriote Willy Van Malderghem, qui prend la tête du classement général, et le reste encore lorsqu'il remporte le contre-la-montre individuel de la troisième étape secteur b de 1,4 kilomètre dans Valenciennes ; la quatrième étape, reliant en 194 kilomètres Valenciennes à Dunkerque l'est par Charly Grosskost, Willy Van Malderghem reste leadeur du classement général ; la cinquième étape secteur a, 110 kilomètres autour de Bailleul en passant par Cassel, l'est par le Belge Frans Verbeeck ; enfin, la cinquième étape secteur b, 76 kilomètres formant une boucle auteur de Dunkerque, l'est par le Britannique Barry Hoban tandis que le Belge Roger De Vlaeminck remporte le classement général.

## Étapes
| \| Dunkerque Cambrai Saint-Quentin Valenciennes Bailleul \| Carte des villes accueillant les départs et les arrivées. |
| Dunkerque Cambrai Saint-Quentin Valenciennes Bailleul                                                                 |

L'édition 1971 des Quatre Jours de Dunkerque est divisée en huit étapes réparties sur six jours, le premier est un prologue disputé sous la forme d'un contre-la-montre individuel, le quatrième comprend deux demi-étapes, dont un contre-la-montre individuel, et le dernier jour deux demi-étapes également. L'arrivée de la 2e étape et le départ de la 3e étape secteur a ont lieu à Saint-Quentin, dans l'Aisne. La cinquième étape secteur a démarre et arrive à Bailleul, mais passe par Cassel.
| Étape,    | Date  | Villes étapes                |                             | Distance (km) | Vainqueur d’étape    | Leader du classement général |
| --------- | ----- | ---------------------------- | --------------------------- | ------------- | -------------------- | ---------------------------- |
| Prologue  | 4 mai | Dunkerque - Dunkerque        | Contre-la-montre individuel | 7,6           | Charly Grosskost     | Charly Grosskost             |
| 1re étape | 5 mai | Dunkerque - Cambrai          |                             | 197           | Frans Verbeeck       | Charly Grosskost             |
| 2e étape  | 6 mai | Cambrai - Saint-Quentin      |                             | 190           | Roger De Vlaeminck   | Roger De Vlaeminck           |
| 3ea étape | 7 mai | Saint-Quentin - Valenciennes |                             | 150           | Willy Van Malderghem | Willy Van Malderghem         |
| 3eb étape | 7 mai | Valenciennes - Valenciennes  | Contre-la-montre individuel | 1,4           | Willy Van Malderghem | Willy Van Malderghem         |
| 4e étape  | 8 mai | Valenciennes - Dunkerque     |                             | 194           | Charly Grosskost     | Willy Van Malderghem         |
| 5ea étape | 9 mai | Bailleul - Bailleul          |                             | 110           | Frans Verbeeck       | ?                            |
| 5eb étape | 9 mai | Dunkerque - Dunkerque        |                             | 76            | Barry Hoban          | Roger De Vlaeminck           |

## Classement général
| Classement général final, | Classement général final, | Classement général final, | Classement général final, | Classement général final, |
|                           | Coureur                   | Pays                      | Équipe                    | Temps                     |
| ------------------------- | ------------------------- | ------------------------- | ------------------------- | ------------------------- |
| 1er                       | Roger De Vlaeminck        | Belgique                  | Mars-Flandria             | en 22 h 53 min 29 s       |
| 2e                        | Willy Van Malderghem      | Belgique                  | Watney-Avia               | + 55 s                    |
| 3e                        | Jürgen Tschan             | Allemagne de l'Ouest      | Peugeot-Michelin-BP       | + 59 s                    |
| 4e                        | Raymond Delisle           | France                    | Peugeot-Michelin-BP       | + 2 min 4 s               |
| 5e                        | Yves Hézard               | France                    | Sonolor-Lejeune           | + 2 min 11 s              |
| 6e                        | Frans Verbeeck            | Belgique                  | Watney-Avia               | + 2 min 17 s              |
| 7e                        | Alain Santy               | France                    | Bic                       | + 2 min 32 s              |
| 8e                        | André Mollet              | France                    | Peugeot-Michelin-BP       | + 2 min 41 s              |
| 9e                        | Ronny Van Marcke          | Belgique                  | Mars-Flandria             | + 2 min 45 s              |
| 10e                       | Gérard Briend             | France                    | Hoover-De Gribaldy-Wolber | + 2 min 53 s              |
| modifier                  |                           |                           |                           |                           |